# Шабленски езерен комплекс
Шабленски езерен комплекс е защитена зона от Натура 2000 в България. Обявена е на 16 март 2010 г. с площ от 3174,9317 хектара в землищата на град Шабла и селата Езерец и Крапец. Част от нея се припокрива със защитена местност Шабленско езеро.
Комплексът включва Шабленското езеро, Езерец и Шабленската тузла, разположени върху сарматски варовици в североизточната част на България, на 5 km североизточно от Шабла. Шабленското езеро обединява езерата Шабла и Езерец, които са свързани чрез изкуствен канал. Отделя се от Черно море чрез 30 – 50-метрова зона с пясъчни дюни. Шабленската тузла е лагуна, разположена на 1,5 km югоизточно от Шабленското езеро, бреговете му са обрасли с Typha angustifolia, Typha latifolia, Carex riparia и големи тръстикови масиви от Phragmites australis. Значителни са и откритите водни площи. Езерото се подхранва с подземни води.
Защитената зона има за цел запазване на площта на природните местообитания и местообитанията на видове и техните популации, предмет на опазване в рамките на защитената зона; запазване на естественото състояние на природните местообитания и местообитанията на видове, предмет на опазване в рамките на защитената зона, включително и на естествения за тези местообитания видов състав, характерни видове и условия на средата, възстановяване при необходимост на площта и естественото състояние на приоритетни природни местообитания и местообитания на видове, както и на популации на видовете, предмет на опазване в рамките на защитената зона.

## Фауна
На територията на защитената зона се срещат 260 вида птици, 70 от които са включени в Червената книга на България. Комплексът е от изключителна важност за червеногушата гъска – почти цялата ѝ световна популация зимува в Дуранкулашкото и Шабленското езеро. Предмет на опазване в защитената зона са: червеногуш гмуркач (Gavia stellata), черногуш гмуркач (Gavia arctica), ушат гмурец (Podiceps auritus), обикновен буревестник (Puffinus yelkouan), розов пеликан (Pelecanus onocrotalus), къдроглав пеликан (Pelecanus crispus), среден корморан (Phalacrocorax aristotelis desmarestii), малък корморан (Phalacrocorax pygmeus), голям воден бик (Botaurus stellaris), малък воден бик (Ixobrychus minutus), нощна чапла (Nycticorax nycticorax), гривеста чапла (Ardeola ralloides), малка бяла чапла (Egretta garzetta), голяма бяла чапла (Egretta alba), червена чапла (Ardea purpurea), черен щъркел (Ciconia nigra), бял щъркел (Ciconia ciconia), блестящ ибис (Plegadis falcinellus), лопатарка (Platalea leucorodia), тундров лебед (Cygnus columbianus bewickii), поен лебед (Cygnus cygnus), малка белочела гъска (Anser erythropus), белоока потапница (Aythya nyroca), малък нирец (Mergus albellus), тръноопашата потапница (Oxyura leucocephala), червеногуша гъска (Branta ruficollis), червен ангъч (Tadorna ferruginea), орел рибар (Pandion haliaetus), осояд (Pernis apivorus), черна каня (Milvus migrans), морски орел (Haliaeetus albicilla), орел змияр (Circaetus gallicus), тръстиков блатар (Circus aeruginosus), полски блатар (Circus cyaneus), степен блатар (Circus macrourus), ливаден блатар (Circus pygargus), малък креслив орел (Aquila pomarina), голям креслив орел (Aquila clanga), късопръст ястреб (Accipiter brevipes), белоопашат мишелов (Buteo rufinus), вечерна ветрушка (Falco vespertinus), малък сокол (Falco columbarius), ловен сокол (Falco cherrug), сив жерав (Grus grus), голяма пъструшка (Porzana porzana), средна пъструшка (Porzana parva), малка пъструшка (Porzana pusilla), ливаден дърдавец (Crex crex), кокилобегач (Himantopus himantopus), саблеклюн (Recurvirostra avosetta), турилик (Burhinus oedicnemus), кафявокрил огърличник (Glareola pratincola), морски дъждосвирец (Charadrius alexandrinus), златиста булка (Pluvialis apricaria), бойник (Philomachus pugnax), голяма бекасина (Gallinago media), малък горски водобегач (Tringa glareola), пепеляв брегобегач (Xenus cinereus), тънкоклюн листоног (Phalaropus lobatus), малка черноглава чайка (Larus melanocephalus), малка чайка (Larus minutus), дългоклюна чайка (Larus genei), дебелоклюна рибарка (Gelochelidon nilotica), каспийска рибарка (Sterna caspia), гривеста рибарка (Sterna sandvicensis), речна рибарка (Sterna hirundo), белочела рибарка (Sterna albifrons), белобуза рибарка (Chlidonias hybridus), черна рибарка (Chlidonias niger), блатна сова (Asio flammeus), козодой (Caprimulgus europaeus), земеродно рибарче (Alcedo atthis), синявица (Coracias garrulus), среден пъстър кълвач (Dendrocopos medius), сирийски пъстър кълвач (Dendrocopos syriacus), дебелоклюна чучулига (Melanocorypha calandra), късопръста чучулига (Calandrella brachydactyla), горска чучулига (Lullula arborea), полска бъбрица (Anthus campestris), червеногърба сврачка (Lanius collurio), черночела сврачка (Lanius minor), черногърбо каменарче (Oenanthe pleschanka), мустакато шаварче (Acrocephalus melanopogon), ястребогушо коприварче (Sylvia nisoria), червеногуша мухоловка (Ficedula parva), беловрата мухоловка (Ficedula albicollis), градинска овесарка (Emberiza hortulana), синьогушка (Luscinia svecica), малък гмурец (Tachybaptus ruficollis), голям гмурец (Podiceps cristatus), червеногуш гмурец (Podiceps grisegena), черногуш гмурец (Podiceps nigricollis), голям корморан (Phalacrocorax carbo), сива чапла (Ardea cinerea), ням лебед (Cygnus olor), посевна гъска (Anser fabalis), голяма белочела гъска (Anser albifrons), сива гъска (Anser anser), бял ангъч (Tadorna tadorna), фиш (Anas penelope), сива патица (Anas strepera), зимно бърне (Anas crecca), зеленоглава патица (Anas platyrhynchos), шилоопашата патица (Anas acuta), лятно бърне (Anas querquedula), клопач (Anas clypeata), червеноклюна потапница (Netta rufina), кафявоглава потапница (Aythya ferina), качулата потапница (Aythya fuligula), планинска потапница (Aythya marila), обикновена гага (Somateria mollissima), ледена потапница (Clangula hyemalis), кадифена потапница (Melanitta fusca), звънарка (Bucephala clangula), среден нирец (Mergus serrator), голям нирец (Mergus merganser), малък ястреб (Accipiter nisus), обикновен мишелов (Buteo buteo), черношипа ветрушка (керкенез) (Falco tinnunculus), сокол орко (Falco subbuteo), момин жерав (Anthropoides virgo), воден дърдавец (Rallus aquaticus), зеленоножка (Gallinula chloropus), лиска (Fulica atra), стридояд (Haematopus ostralegus), речен дъждосвирец (Charadrius dubius), пясъчен дъждосвирец (Charadrius hiaticula), сребриста булка (Pluvialis squatarola), обикновена калугерица (Vanellus vanellus), голям брегобегач (Calidris canutus), трипръст брегобегач (Calidris alba), малък брегобегач (Calidirs minuta), сив брегобегач (Calidris temminckii), кривоклюн брегобегач (Calidirs ferruginea), тъмногръд брегобегач (Caldris alpina), плоскоклюн блатобрегач (Limicola falcinellus), малка бекасина (Lymnocryptes minimus), средна бекасина (Gallinago gallinago), черноопашат крайбрежен бекас (Limosa limosa), голям свирец (Numenius arquata), голям червеноног водобегач (Tringa erythropus), малък червеноног водобегач (Tringa totanus), малък зеленоног водобегач (Tringa stagnatilis), голям зеленоног водобегач (Tringa nebularia), голям горски водобегач (Tringa ochropus), късокрил кюкавец (Actitis hypoleucos), камъкообръщач (Arenaria interpres), речна чайка (Larus ridibundus), чайка буревестница (Larus canus), малка черногърба чайка (Larus fuscus), сребриста чайка (Larus argentatus), белокрила рибарка (Chlidonias leucopterus), жълтокрака чайка (Larus cachinnans), пчелояд (Merops apiaster).